# شان سوگلیانو
شان سوگلیانو (انگلیسی: Sean Sogliano؛ زادهٔ ۲۸ فوریهٔ ۱۹۷۱) بازیکن فوتبال اهل ایتالیا است.
از باشگاه‌هایی که در آن بازی کرده‌است می‌توان به باشگاه فوتبال پروجا، باشگاه فوتبال تورینو، باشگاه فوتبال آنکونا، باشگاه فوتبال جنوآ، باشگاه فوتبال ناپولی، و باشگاه فوتبال وارزه اشاره کرد.